# ملتهمة الحمض الأنطورية
ملتهمة الحمض الأنطورية (الاسم العلمي: Acidovorax anthurii) هي نوع من البكتيريا، سلبية الغرام، تتبع جنس ملتهمة الحمض.